# Ahmed Musa
Ahmed Musa (født 14. oktober 1992) er en nigeriansk professionel fodboldspiller, som spiller for Süper Lig-klubben Sivasspor og Nigerias landshold.
Ahmed Musa skiftede til PFC CSKA Moskva 7. januar 2012.